# EANコード

EANコードの例

EANコード（イアンコード、European Article Number）は、商品識別コードおよびバーコード規格の一種である。日本では「JANコード」（ジャンコード、Japanese Article Number）とも称され、日本で最も普及している商品識別コードである。
EANコードはサプライチェーンの国際標準化団体であるGS1が標準化しているGTIN（Global Trade Item Number：商品識別コード）の一種である。国際的には13桁のEANコードをGTIN-13、8桁短縮タイプのEANコードをEAN-8とも呼ぶが、複数の呼称があるだけで、指すものやコード体系は同一である。（つまり、JANコード13桁＝EANコード13桁＝GTIN-13）
EANコードから生成されたバーコードシンボルは、市販される多くの商品にソースマーキングとして印刷または貼付され、POSシステム、在庫管理、サプライチェーン・マネジメントの受発注システムなどで価格や商品名を検索するためのキーとして使われる。
EANコードの前に1～8の数字1桁（インジケータ）を足し、チェックデジット再計算した集合包装用商品コード（ITF-14、GTIN-14とも呼ばれる）は物流現場で用いられることが多く、ITFシンボルというバーコードで表現される。（なお、先頭が0の商品識別コードがITFシンボルに表示されている場合、そのコード自体はEANコード（GTIN-13）である。）
EANコードは単なる「コード」であるため単体では利用されず、商品名や価格などの情報を蓄積したデータベースシステムに連動し、検索キー入力作業を機械化する目的で使用される（EANコードは商品を識別する番号として使われ、商品番号、商品名、価格などの情報は別の台帳で管理される。EANコードの商品コードと商品番号は一致していることが多いが必須ではない。）。

## EANコード体系
日本は、"49”または“45”から始まるの13桁標準タイプまたは8桁短縮タイプを使用している。13桁は
- GS1事業者コード（5桁、7桁、10桁）
- 商品アイテムコード（GS1事業者コードと合計して12桁になるように設定）
- チェックディジット（1桁）

で構成する。
表示スペースが限られている商品に使用する短縮タイプ（8桁）はワンオフキーとしてGS1 Japanから発行される。使用には別途申請が必要である。
日本のGS1事業者コードは「GS1 Japan（一般財団法人流通システム開発センター）」が一元管理し、各企業に貸与している。商品アイテムコードは各企業で設定・管理する必要がある。また、GS1 Japanが提供するデータベースサービス「GS1 Japan Data Bank」を活用することも可能。
生鮮食品や会員証など販売店がバーコードラベルを作成して貼付するインストアマーキングは、先頭の国コードにUPC互換の“02”“04”、または“20” - “29”を使用する。先頭が02のコードは、データベースの売価を参照しないNON-PLU (non-price lookup) で、計量商品などで使用する。
- 国コード（2桁）02　※UPCでは1桁で2
- 商品コード（5桁）
- 価格チェックディジット（1桁）
- 価格（4桁）
- チェックディジット（1桁）

## JANシンボルの規格・構成
EANコードを表現するJANシンボルは、米国で規格化されて主に北米で使用される「UPCコード」と互換性がある。「JIS B 9550 共通商品コード用バーコードシンボル」として1978年に標準化され、1987年にX（情報処理）部門が新設されてJIS X 0501となった。その後、2004年3月に2000年に第1版として発行されたISO/IEC 15420:2000，Information technology−を翻訳したJIS X 0507が規格化されている。（2009年にJIS X 0501は廃止）。
JANシンボルは13桁または8桁で構成され、日本のPOSシステムは多くがUPCを利用可能である。UPCは12桁または8桁で構成され、UPCのみに対応する北米のPOSシステムではJANシンボルを利用できない。JANシンボル短縮タイプ（8桁）もUPCのみに対応するPOSシステムでは利用できない。
UPCは2005年からEAN/JANと同じコード体系へ移行し、国コードの10 - 13を米国とカナダに割り当てる。
※UPCの体系変更に伴い、従来“10”と“11”を使用していた雑誌バーコードは、2004年6月1日発売分の雑誌から、“491”で始まる13桁にアドオンコード5桁を追加した合計18桁で構成するJANコード体系に沿った仕様へ変更した。

## JANシンボルの仕様
JANシンボルは、13桁または8桁の数字のみで構成する。これを幅の異なるスペースとバーで表現し、商品にマーキングする。バーコードは「白い隙間と黒棒」と表現されることが多いが、投射光に対する反射率の差異が規定を充たせば、色調に規定はない。
また、バーコードスキャナで読取できない場合に目視確認するための数字（HRI、目視可能文字）をバーコードの下部に表示する必要がある。OCRBフォントが多い。
バーとスペースを構成する最小単位を「モジュール」と呼び、各モジュールは白または黒の情報をもつ（即ちモジュールはバーあるいはスペースの最小幅であり、ここでいう白または黒の情報はそれぞれ最小幅のスペースとバーを指す）。このモジュールを複数並べて、いろいろな幅のバーやスペースを表現する。EANコードは、バーおよびスペースの幅が4種類ある「4値コード」で、1キャラクタ（1桁）は7モジュールで、2つのバーと2つのスペースで構成される。
1キャラクタ分の7モジュールを順に「白黒黒黒黒白黒」とした場合は、「幅が1のスペース」「幅が4のバー」「幅が1のスペース」「幅が1のバー」となる。これで1キャラクタとなり、このようにして作成したキャラクタを連続して配置する。さらに左右にマージンとガードバー、中央にセンターバーを配置し、合計113モジュールで13桁のEANコード「標準バーコード」となる。
※左マージン(11)＋左ガードバー(3)＋データキャラクタ6桁(42)＋センターバー(5)＋データキャラクタ5桁(35)＋チェックディジット1桁(7)＋右ガードバー(3)＋右マージン(7)＝113モジュール
8桁で構成される「短縮コード」の場合は、左右のマージンが7モジュールに短縮されることと、データキャラクタが4＋3桁になる点が異なるだけで他は同様となり、全体では81モジュールで構成される。
※左マージン(7)＋左ガードバー(3)＋データキャラクタ4桁(28)＋センターバー(5)＋データキャラクタ3桁(21)＋チェックディジット1桁(7)＋右ガードバー(3)＋右マージン(7)＝81モジュール

## GS1国コード一覧
- 00 - 09 - （UPC互換用 0 - 9）
  - 02 - （UPC 2）インストアコード NON-PLU
  - 04 - （UPC 4）インストアコード
- 10 - 13 -  アメリカ合衆国、 カナダ（2005年より）
- 20 - 29 - 小売業インストアコード用
- 30 - 37 -  フランス
- 380 -  ブルガリア
- 383 -  スロベニア
- 385 -  クロアチア
- 387 -  ボスニア・ヘルツェゴビナ
- 40 - 43、440 -  ドイツ
- 45 -  日本（1995年5月に追加。当初は「49」のみであった）
- 46 -  ロシア
- 470 -  キルギス
- 471 -  中華民国（台湾）
- 474 -  エストニア
- 475 -  ラトビア
- 476 -  アゼルバイジャン
- 477 -  リトアニア
- 478 -  ウズベキスタン
- 479 -  スリランカ
- 480 -  フィリピン
- 481 -  ベラルーシ
- 482 -  ウクライナ
- 484 -  モルドバ
- 485 -  アルメニア
- 486 -  ジョージア
- 487 -  カザフスタン
- 489 -  香港
- 49 -  日本（1995年5月に「45」が追加された）
- 50 -  イギリス
- 520 -  ギリシャ
- 528 -  レバノン
- 529 -  キプロス
- 530 -  アルバニア
- 531 -  北マケドニア
- 535 -  マルタ
- 539 -  アイルランド
- 54 -  ベルギー、 ルクセンブルク
- 560 -  ポルトガル
- 569 -  アイスランド
- 57 -  デンマーク
- 590 -  ポーランド
- 594 -  ルーマニア
- 599 -  ハンガリー
- 600〜601 -  南アフリカ共和国
- 603 -  ガーナ
- 608 -  バーレーン
- 609 -  モーリシャス
- 611 -  モロッコ
- 613 -  アルジェリア
- 616 -  ケニア
- 618 -  コートジボワール
- 619 -  チュニジア
- 621 -  シリア
- 622 -  エジプト
- 624 -  リビア
- 625 -  ヨルダン
- 626 -  イラン
- 627 -  クウェート
- 628 -  サウジアラビア
- 629 -  アラブ首長国連邦
- 64 -  フィンランド
- 69 -  中華人民共和国
- 70 -  ノルウェー
- 729 -  イスラエル
- 73 -  スウェーデン
- 740 -  グアテマラ
- 741 -  エルサルバドル
- 742 -  ホンジュラス
- 743 -  ニカラグア
- 744 -  コスタリカ
- 745 -  パナマ
- 746 -  ドミニカ共和国
- 750 -  メキシコ
- 754〜755  カナダ（2002年）
- 759 -  ベネズエラ
- 76 -  スイス、 リヒテンシュタイン
- 770 -  コロンビア
- 773 -  ウルグアイ
- 775 -  ペルー
- 777 -  ボリビア
- 779 -  アルゼンチン
- 780 -  チリ
- 784 -  パラグアイ
- 786 -  エクアドル
- 789 - 790 -  ブラジル
- 80 - 83 -  イタリア
- 84 -  スペイン
- 850 -  キューバ
- 858 -  スロバキア
- 859 -  チェコ
- 860 -  ユーゴスラビア
- 865 -  モンゴル
- 867 -  朝鮮民主主義人民共和国
- 869 -  トルコ
- 87 -  オランダ
- 880 -  大韓民国
- 884 -  カンボジア
- 885 -  タイ
- 888 -  シンガポール
- 890 -  インド
- 893 -  ベトナム
- 899 -  インドネシア
- 90〜91 -  オーストリア
- 93 -  オーストラリア
- 94 -  ニュージーランド
- 950 - GS1本部
- 955 -  マレーシア
- 958 -  マカオ
- 977 - 定期刊行物（ISSN）
- 978 - 979 - 書籍用（ISBN）（979は一部を楽譜に割り当て）
- 980 - 返金受領書用
- 981 - 982 - ユーロ通貨クーポン用
- 99 - クーポン用